# Julia Montgomery
Julia Elizabeth Montgomery (Kansas City, 2 juli 1960) is een Amerikaanse actrice.

## Biografie
Montgomery werd geboren op 2 juli 1960 in Kansas City (Missouri). In de jaren zeventig werkte ze als model in New York voor het Ford Modeling Agency en was ze te zien in televisiereclame.
Haar acteercarrière startte in de soapserie One Life to Live, waar ze van 1976 tot 1981 de rol van Samantha Vernon speelde. Haar bekendste filmrol is die van Betty Childs in de succesvolle komediefilm Revenge of the Nerds (1984), een rol die ze hernam in de televisiefilms Revenge of the Nerds III: The Next Generation (1992) en Revenge of the Nerds IV: Nerds in Love (1994). Ze speelde ook Dr. Sally Arthur, M.D. in Earth Star Voyager (1988) en was te zien in de komediefilms Up the Creek (1984) en Stewardess School (1986) en de horrorfilms Girls Nite Out (1982) en The Kindred (1987).
Naast haar filmwerk speelde Montgomery ook gastrollen in tal van televisieseries, waaronder Columbo, Magnum, P.I., Midnight Caller, Full House, Cheers en The Honourable Woman. 
Montgomery trouwde in maart 1996 met Jon Reede, het paar heeft twee kinderen.